# Sturmey-Archer
Sturmey-Archer es una compañía fundada en Nottingham (Tierras Medias Orientales) Inglaterra,  Reino Unido. Produce principalmente cambios internos de buje para bicicletas, pero ha producido también cambios internos para motocicletas.
La compañía se fundó en el año 1902 por Henry Sturmey y James Archer bajo la dirección de Frank Bowden, el principal propietario de la empresa de Bicicletas Raleigh. En 2000, los activos y marcas comerciales de Sturmey-Archer se vendieron a Sun Race llamándose la corporación Sun Race Sturmey-Archer Inc. y las operaciones se trasladaron a Taiwán, con operaciones en Ámsterdam (Holanda Septentrional) Países Bajos para Europa con la distribución de los componentes de Sun Race.
El producto más ampliamente conocido de Sturmey-Archer es el cambio interno AW de 3 velocidades, introducido en 1936 y todavía en producción.

## Productos

### Cambios internos AW

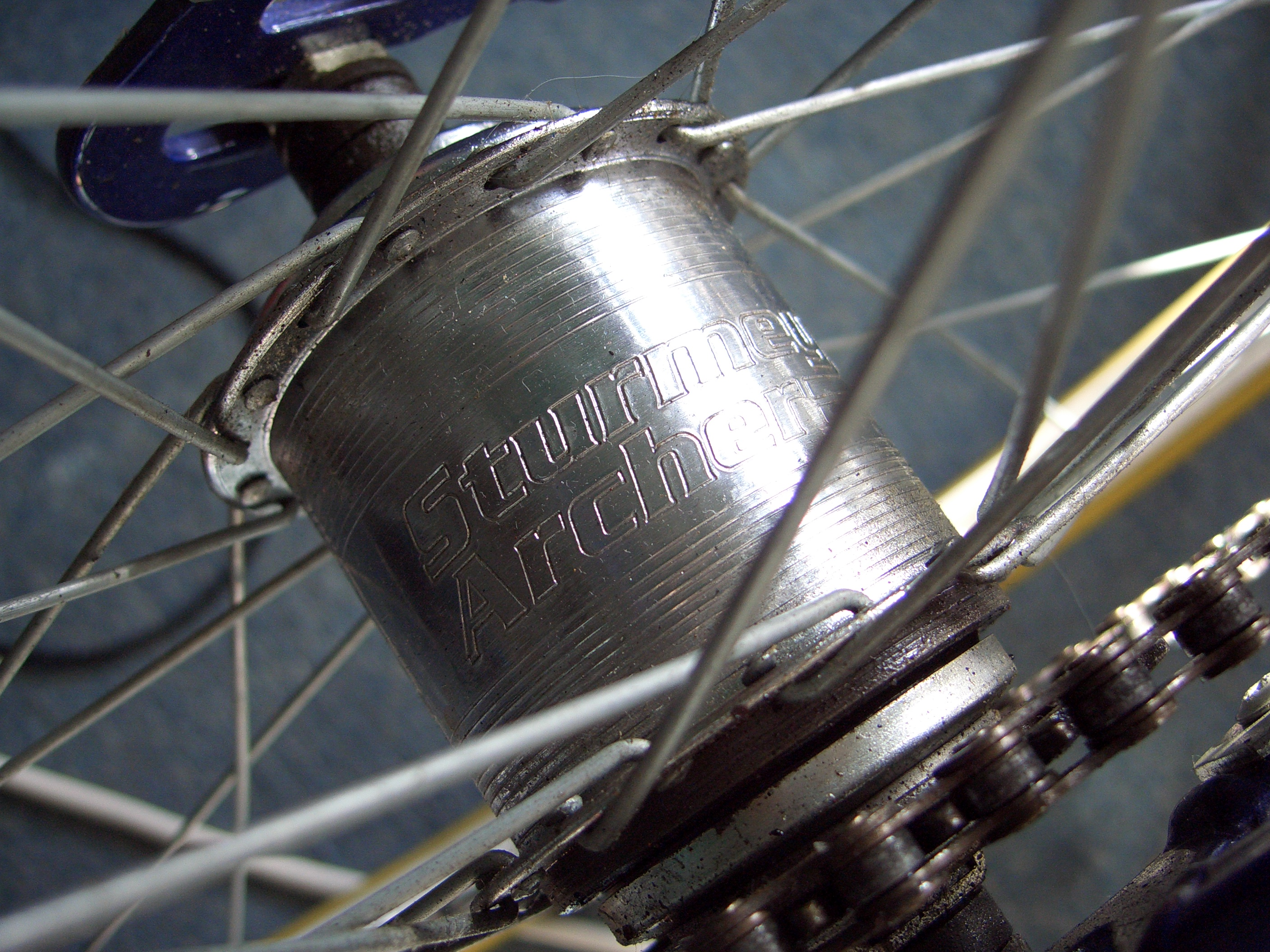
Un buje Sturmey-Archer AW de tres velocidades, el modelo más común de Sturmey Archer

El producto más conocido de Sturmey-Archer es el cambio interno de bujes de tres velocidadess AW, introducido en 1936 y que todavía está en producción. Es el sobreviviente de una gama mucho más amplia del modelo «A» de tres velocidades, incluyendo el AM (relación media para corredores «club»), la AC y AR (relación de marchas estrecha para corredores contrarreloj) y la ASC (una única de piñón fijo y tres marchas).
En 1939 fue lanzado al mercado un cambio interno modelo FW de cuatro velocidades. Esto llevó al desarrollo de una serie de modelos de cinco velocidades, y en 1994 se introdujeron bujes de siete velocidades. La producción de este último modelo fue baja, y a mediados de la década de 2000 fueron descontinuados.

### Cambios internos ASC

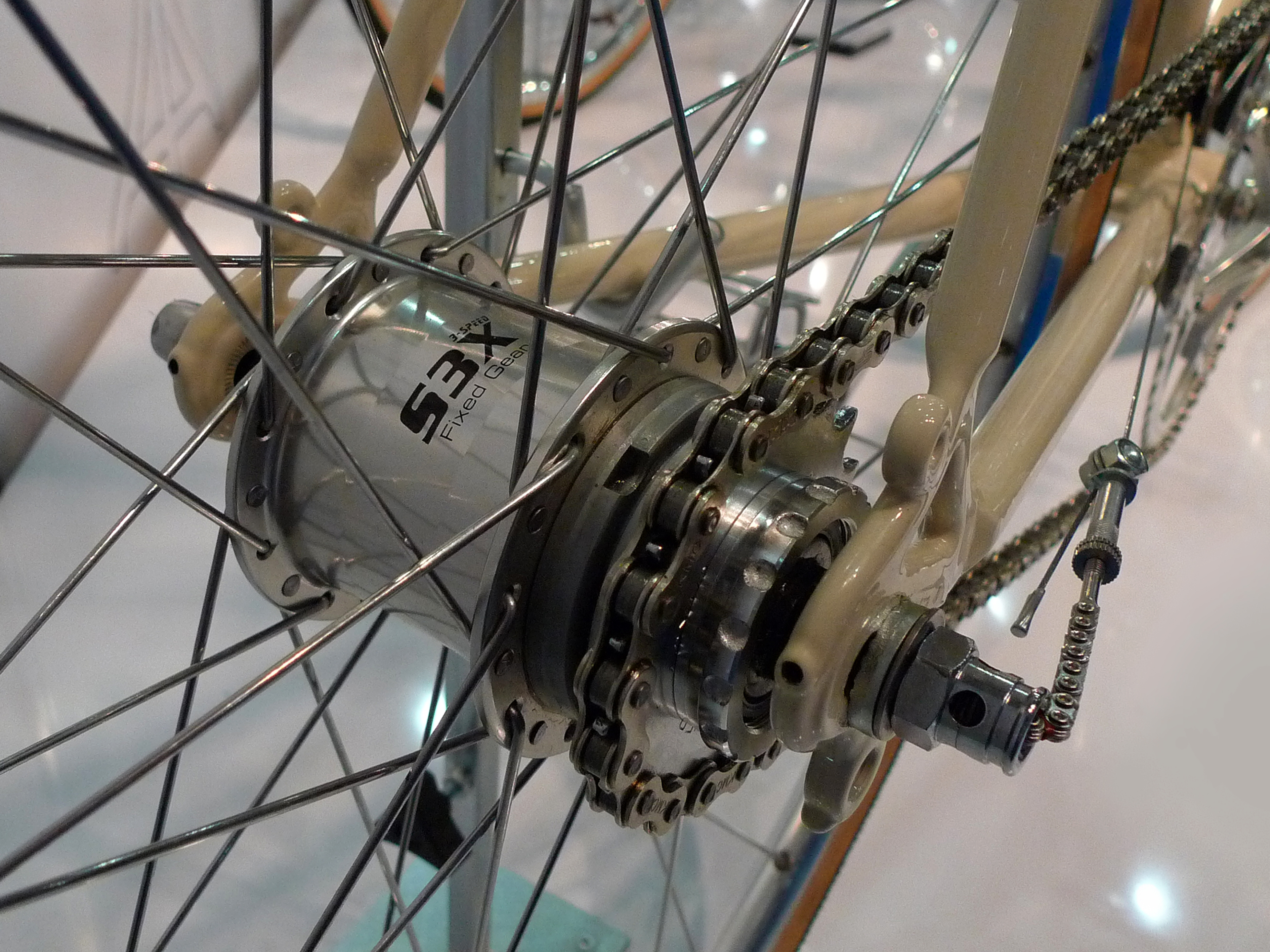
Piñón fijo y tres marchas Sturmey-Archer SX3

En la década de 1920 el uso de la bicicleta de piñón fijo se había convertido en la norma entre los ciclistas de club y para el deporte de competición en el Reino Unido. Comúnmente, los corredores tuvieron dos piñones fijos, uno a cada lado del eje trasero, las relaciones de transmisión se cambian dando vuelta la rueda. Sturmey-Archer respondió a la demanda mediante la introducción en 1933 de la TF de 2 velocidades. Ofrecía un simple descenso de 25% de la marcha alta. 
En 1945 Sturmey-Archer anunció el buje de acero ASC con tres relaciones y piñón fijo en la edición del 15 de agosto de la revista Ciclismo. La reducción marcha alta para las otras dos marchas fue del 10% y 25%. Los armazones de aluminio no se introdujeron hasta 1948 equipados de serie con tuercas de mariposa.

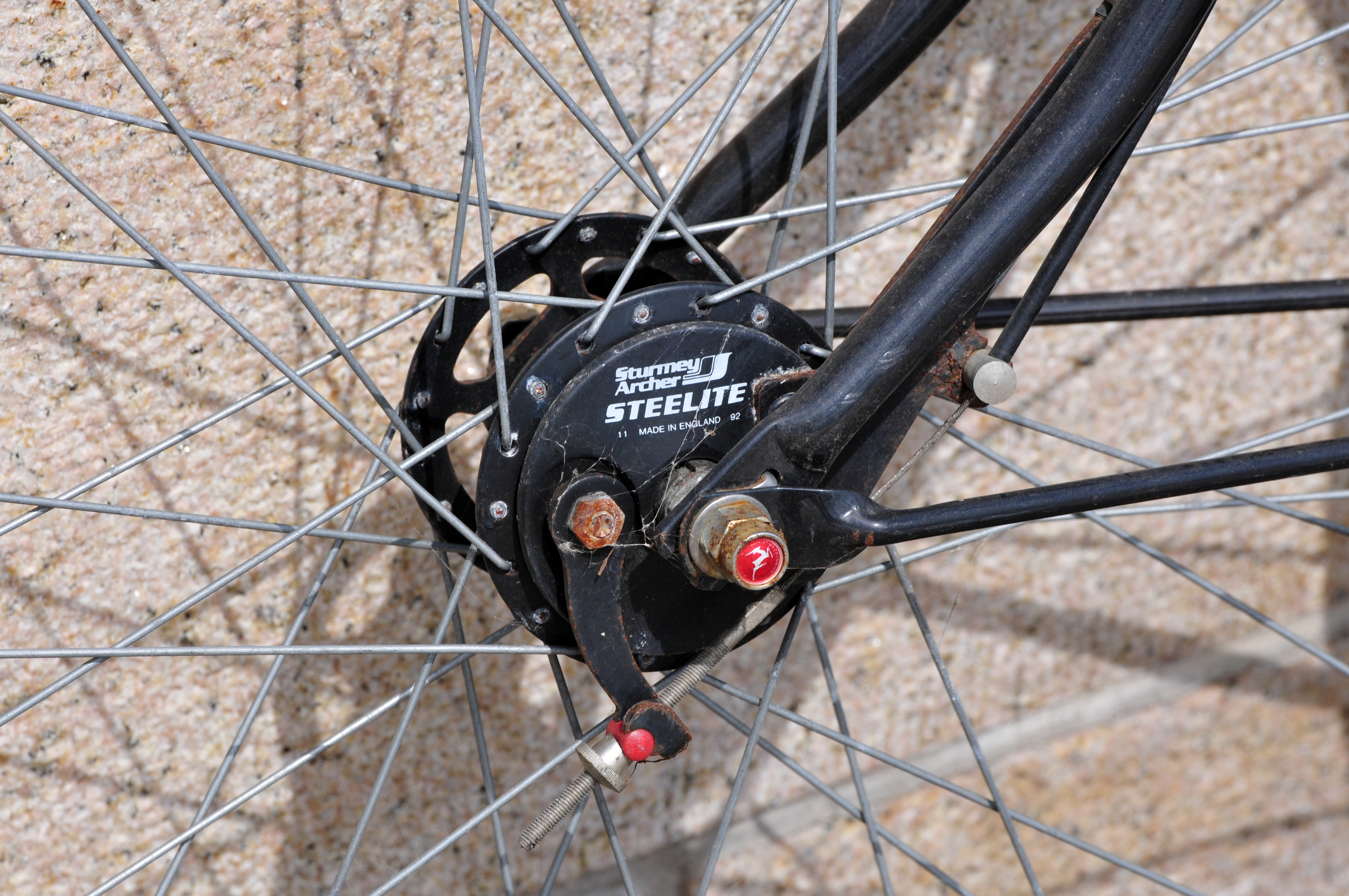
Buje con freno de tambor Sturmey-Archer Steelite 70mm. El primer freno de tambor delantero fue introducido en 1932 como Tipo LBF